# Abu Dhabi Country Club FC
L'Abu Dhabi Country Club FC (in arabo  نادي أبوظبي الريفي‎?) è una società di calcio femminile emiratina con sede nella capitale della nazione, Abu Dhabi.La squadra nella stagione 2024-2025 militerà nella UAE Women's Football League, la massima divisione di calcio femminile nel campionato emiratino di calcio.

## Storia
La squadra è stata fondata nel 2004 dall'iniziativa di alcuni membri dell'Abu Dhabi Country Club, il primo e miglior centro benessere e fitness della capitale degli Emirati Arabi Uniti, Abu Dhabi. La squadra che ha assunto la denominazione di Abu Dhabi Country Club FC è stata la prima squadra di calcio femminile di sempre creata negli Emirati Arabi Uniti, diventando la fondatrice del calcio femminile negli Emirati Arabi Uniti, svolgendo da sempre un forte ruolo per il riconoscimento e lo sviluppo del calcio femminile nel paese.
Nel corso dei primi anni di attività sportiva le ragazze dell'Abu Dhabi CC sono state impegnate principalmente in partite amichevoli o tornei locali, ma nel corso degli anni dieci del duemila hanno partecipato ai primi esprimenti di campionati nazionali femminili negli Emirati Arabi Uniti, come nel caso della PIC Women National League, che la squadra si è aggiudicata in varie occasioni.
Dalla stagione 2022-2023 la squadra prende parte alla UAE Women's Football League, il massimo campionato emiratino di calcio femminile. L'Abu Dhabi CC ha conquistato la vittoria del titolo nazionale nella prima edizione del campionato, per poi ripetersi anche nella stagione 2023-2024 portando a caso il secondo titolo nazionale consecutivo.
Grazie alla vittoria della UAE Women's Football League 2023-2024 la squadra ha ottenuto la qualificazione ai preliminari della prima edizione della AFC Women's Champions League. Nell'agosto 2024, l'Abu Dhabi CC ha quindi preso parte al girone preliminare, giocatosi in Arabia Saudita, per ottenere l'accesso alla fase a gironi della AFC Women's Champions League 2024-2025; la squadra emiratina ha vinto tutte le tre partite del proprio girone e dopo l'1-0 contro i sauditi dell' Al-Nassr ha conquistato la qualificazione per la fase a gironi della competizione. La squadra ha raggiunto i quarti di finale della competizione, dove però è stata eliminata dopo aver perso per 5-4 contro l'Ho Chi Minh City.

## Palmarès

### Titoli nazionali
- Campionato emiratino: 3

2022-2023, 2023-2024, 2024-2025

## Squadra attuale
Squadra per la stagione sportiva 2024-2025
| N. |                                 | Ruolo | Calciatore         |
| -- | ------------------------------- | ----- | ------------------ |
| 1  | Emirati Arabi Uniti (bandiera)  | P     | Rouda Al Thumairi  |
| 2  | Emirati Arabi Uniti (bandiera)  | D     | Fatima Jassem      |
| 3  | Slovenia (bandiera)             | C     | Lara Ivanuša       |
| 4  | Emirati Arabi Uniti (bandiera)  | D     | Fatema Ghulam      |
| 5  | Giappone (bandiera)             | C     | Nanami Sone        |
| 6  | Emirati Arabi Uniti (bandiera)  | D     | Shamma Al Mansoori |
| 7  | Emirati Arabi Uniti (bandiera)  | C     | Ahoud Al Zarkan    |
| 8  | Emirati Arabi Uniti (bandiera)  | C     | Nouf Al Adwan      |
| 9  | Emirati Arabi Uniti (bandiera)  | C     | Rawan Al Hammadi   |
| 10 | Emirati Arabi Uniti (bandiera)  | A     | Shahd Khaled       |
| 11 | Emirati Arabi Uniti (bandiera)  | A     | Toorfah Al Ghafri  |
| 12 | Bosnia ed Erzegovina (bandiera) | A     | Lidija Kuliš       |
| 13 | Nepal (bandiera)                | A     | Rekha Poudel       |

| N. |                                | Ruolo | Calciatore            |
| -- | ------------------------------ | ----- | --------------------- |
| 16 | Ghana (bandiera)               | D     | Priscilla Lartey      |
| 17 | Emirati Arabi Uniti (bandiera) | P     | Maha Musa             |
| 18 | Ghana (bandiera)               | A     | Eugenia Korkor Tetteh |
| 19 | Algeria (bandiera)             | C     | Aicha Hamideche       |
| 20 | Emirati Arabi Uniti (bandiera) | D     | Ghanima Al Zaabi      |
| 22 | Ghana (bandiera)               | D     | Lydia Krampah         |
| 23 | Ghana (bandiera)               | C     | Agyemang Asirifi      |
| 25 | Ghana (bandiera)               | C     | Cecilia Nyama         |
| 26 | Emirati Arabi Uniti (bandiera) | D     | Salha Al Zaabi        |
| 27 | Ghana (bandiera)               | C     | Rashida Ibrahim       |
| 30 | Emirati Arabi Uniti (bandiera) | A     | Naeema Ibrahim        |
| 35 | Brasile (bandiera)             | P     | Jeane                 |
|    | Ucraina (bandiera)             | D     | Valeriia Olkhovska    |